# مسجد مولانا (تایباد)
مسجد و مزار مولانا ابوبکر تایبادی (تایباد) مسجدی قدیمی است که در شهر تایباد استان خراسان رضوی قرار دارد. این بنای تاریخی، از دوره تیموریان باقی‌مانده و به نام مسجد و مزار مولانا شیخ زین الدین شناخته می‌شود. بانی این مسجد پیر احمد خوافی وزیر شاهرخ بهادر تیموری می‌باشد و مسجد در سال ۸۴۸ هجری قمری به دستور وی ساخته شده‌است. اهمیت این بنا بیش‌تر از لحاظ دارا بودن کتیبه‌های زیبای سر در، کاشی کاری معرق و حواشی آن است که از هر جهت، شامل نکات ظریف هنری و ویژگی‌های دوره تیموری است. در کتیبه کاشی معرق تاریخی مسجد، نام شاهرخ و پیر احمد خوافی خوانده می‌شود.
گذشته از کتیبه تاریخی ایوان و حواشی آن، کتیبه‌ای بر روی سنگ نقر شده‌است و در بالای سر قبر قرار دارد. این کتیبه منظوم که به خط نستعلیق نوشته شده، حاکی از این است که معجر مشبکی از سنگ رخام در سال ۱۰۳۰ هجری قمری از طرف خواجه درویش نامی برای قبر شیخ زین الدین علی ساخته شده‌است. این معجر هم اینک در خارج مسجد و جلو ایوان نصب شده‌است. بنا تحت شماره ۳۰۹، در زمره آثار تاریخی به ثبت رسیده‌است.